# Dikobraz obecný
Dikobraz obecný (Hystrix cristata) je největší druh dikobraza. Na zadní polovině těla má ostny a na hlavě typické dlouhé štětiny. Vyskytuje se v rovníkové a severní Africe. Je to jediný druh žijící také v Evropě.

## Výskyt
Vyskytuje se v rovníkové Africe v Tanzanii, v Etiopii a v pruhu od Kamerunu po Senegal. V severní Africe obývá pobřeží Středozemního moře od Maroka po Libyi. V Evropě žije v Itálii na Sicílii a na Apeninském poloostrově, kde na sever zasahuje až k Bologni.
Žije v sušších polopouštních a stepních křovinatých oblastech a řídkých lesích. Pod skálami a stromy si vyhrabává úkryty; často však používá nory jiných zvířat.

### Rozšíření v Evropě
Jejich výskyt v Evropě má nejasnou historii. Převažuje názor, že na území dnešní Itálie byli dovezeni v dobách Říše Římské, avšak v Řecku a v Albánii, kde dříve také žili, byli původní.
V pevninském území Itálie, kde jsou chráněni od roku 1976, jejich populace vzrůstá a rozšiřuje se více na sever. Na Sicílii jsou hojní a jejich populace je zde stabilní.

## Vzhled
Dikobraz obecný je velký hlodavec, který dorůstá 78–85 cm  délky, podle jiných údajů až 90 cm. Ocas je krátký: měří 5–12 cm. Na zadní polovině hřbetu má až 35 cm dlouhé ostny. Podobné, ale výrazně kratší má i na ocase. Váží až 27 kg.
Na předních širokých nohách má čtyři prsty (palec je zakrnělý), na zadních pět. Oči a ušní boltce jsou velmi malé.

## Způsob života
Dikobrazi jsou aktivní především v noci. V Antiatlasu (části afrického pohoří Atlas) byli zaznamenáni i v nadmořské výšce 2250 m.
Konzumují především různé byliny, ovoce, listí i kůru. Někdy ohlodávají velké kosti uhynulých zvířat. Dožívají se věku přes 20 let, což z nich spolu s dalšími druhy rodu Hystrix dělá nejdéle žijící hlodavce.

## Stupeň ohrožení
Dikobraz obecný je považován za málo ohrožené zvíře – je tedy zařazen do kategorie málo dotčený druh. V některých oblastech, především v subsaharské Africe, bývá loven pro maso: např. v Maroku bývá často nabízen na trzích. Zde bývá také používán v tradičním lékařství.
Na většině území je jeho populace stabilní nebo i vzrůstá, ale v rovníkových oblastech někde klesá: jak z důvodu lovu, tak i proto, že je zde považován za polního škůdce. Zřejmě z těchto důvodů byl vyhuben v Ugandě. Pravděpodobně zmizel také z Singapuru.